# Троицкий драгунский полк
Троицкий драгунский полк — кавалерийская воинская часть Русской императорской армии, сформированная в 1701 году и упразднённая в 1771 году.

## История
30 апреля 1701 года в Москве из дворянских недорослей низовых городов (Казань, Свияжск, Симбирск, Чебоксары, Уржум, Царево-Кокшайск, Санчурск, Яранск, Козьмо-Демьянск, Ядрин) сформирован Драгунский полковника Семёна Ивановича Кропотова полк в составе 10 драгунских рот.
18 сентября 1703 года из конных кадет сформирована гренадерская рота.
15 июля 1705 года назван Драгунским генерал-поручика барона Георгия-Густава Фабиановича фон-Розена полком.
В октябре 1706 года наименован Троицким драгунским полком.
В 1708 году часть людей выделена на сформирование нового Драгунского полковника Семёна Кропотова полка.
23 января 1709 года гренадерская рота выделена на сформирование Драгунского-гренадерского полковника Гаврилы Семёновича Кропотова полка.
В 1711 году утверждён штат полка в составе 10 драгунских рот.
10 мая 1725 года из Драгунского полковника Гаврилы Кропотова полка возвращена гренадерская рота, взамен выделена 1-я драгунская рота.
16 февраля 1727 года полк переименован в 1-й Алатырский драгунский полк, но 13 ноября того же года переименован обратно в Троицкий драгунский полк.
28 октября 1731 года гренадерская рота расформирована с распределением чинов по драгунским ротам.
30 марта 1756 года приказано полк привести в состав 2 гренадерских и 10 драгунских рот, соединённых в 6 эскадронов, с артиллерийской командой.
25 апреля 1762 года повелено полк именовать по шефу Драгунским генерал-майора Вилима Брынка полком, но 5 июля 1762 года полк вновь именован Троицким драгунским полком.
8 января 1765 года повелено полк переформировать в 5-эскадронный состав.
31 августа 1771 года Троицкий драгунский полк упразднён, а его личный состав направлен на формирование лёгких полевых команд на Оренбургской и Сибирской линиях.

## Боевые действия
Полк принял участие в Северной войне. С 1701 года действовал в Ингерманландии и Эстляндии.
4 сентября 1701 года участвовал в деле под мызой Ряпиной, 29 декабря 1701 года — в сражении при Эрестфере.
17 июля 1702 года принял участие в бою при переправе через р. Эмбах, а 18 июля — в сражении при Гуммельсгофе.
Летом 1703 года действовал между Ямбургом и Нарвой. 8 июля 1703 года в составе отряда под руководством Петра I участвовал в бою на р. Сестре.
В августе — сентябре 1703 года в составе корпуса Б. П. Шереметева — в боевом походе по Эстляндии и северной Лифляндии.
В июне — июле 1704 года задействован в осаде Дерпта и его штурме 14 июля 1704 года, после чего переведён под Нарву.
15 июля 1705 года участвовал в сражении при Мур-мызе (Гемауэртгофе).
18 октября 1706 года участвовал в сражении при Калише.
28 сентября 1708 года принял участие в сражении при Лесной.
27 июня 1709 года участвовал в Полтавской битве.
В октябре 1709 года прибыл под Ригу для участия в её осаде.
С 22 июля 1710 года — при осаде Пернова и 14 августа участвовал во взятии города.
29 сентября 1710 года находился при взятии Риги.
В декабре 1711 года направлен для участия в Померанской экспедиции.
В ходе войны с Турцией в 1736 году участвовал в походе на Крым.
2 июля 1737 года участвовал в штурме Очакова, а 28 октября — в его обороне.